# Omosarotes ater
Omosarotes ater là một loài bọ cánh cứng trong họ Cerambycidae.